# Ганс Шербарт
Ганс Шербарт (нім. Hans Scherbart, 16 грудня 1905 — ) — німецький хокеїст на траві.
Срібний призер Олімпійських Ігор 1936 року.